# 新羅使
新羅使（しらぎし）とは、新羅より倭あるいは日本を訪問した公式の使節である。

## 概要
6世紀末、西暦562年に新羅が任那の官家を占領し、滅亡させた時から始まっている。『日本書紀』巻第十九、二十によると、
とあり、とりわけ575年（敏達天皇4年6月）には、「幷（あはせ）て多多羅（たたら）・須奈羅（すなら）・和陀（わだ）・発鬼（はちくゐ）、四つの邑（むら）の調（みつき）を進（たてまつ）る」とある、この地は529年（継体天皇23年4月）の「多多羅（たたら）・須那羅（すなら）・和多（わた）・費智（ほち）」の4つの村（すき）に当たり、旧任那地域で近江毛野が失った地に当たる。新羅は任那滅亡後、この4村からの貢納を代理で行う義務を負ったのだという。
大和政権は百済や高句麗と同盟を結んでおり、新羅は自国の調と任那の調を同時に貢上する朝貢の形式をとった。611年（推古天皇18年7月）に新羅・任那の使人が到着した際にも、大和政権は額田部連比羅夫・膳臣大伴の2名に、「各国」の荘馬（かざりうま）の長（おさ）を任せ、「二つの国」の使者に入国の目的を弁じさせるというふうに、それぞれの「国」の饗応をするという形式をとり続けた。
その後、642年（皇極天皇元年、百済義慈王2年）、百済が旧任那の中心地域を新羅から奪うと、任那の調は百済が納めることとなり、645年（大化元年七月）に高句麗・百済・新羅の3国が調を進上した際には、
とある。この結果、翌646年（大化2年九月）には、新羅からは代わりに人質をとろうということになり、
となった。この結果、647年に金春秋が人質として日本に送られてきた。新羅の調はそのまま継続され、647年（大化3年）に高句麗の使いとともに調を貢上している。
663年の白村江の戦いで新羅との国交は中断したが、668年（天智天皇7年9月）に再開すると、再度活発になり、頻繁な使節の往来があった。この時期、30年間日本と唐との外交交渉は前述の白村江の影響で全く行われておらず、当初、唐と同盟（朝貢関係）を結び、のちに半島統一のために離叛した新羅との利害の一致を見たため、新羅の承認のもと、（任那の調同様に）滅亡した百済・高句麗の使節が派遣されてもいた。唐の留学生･僧が新羅を経由したほか、新羅留学生･僧も少なくなく、日本の政治･制度･文化面で、日本の律令体制の確立期に新羅使の果たした役割は大きなものであり、その航路は大陸の文物の主要な輸入路でもあった。
その回数は遣唐使を凌駕し、8 - 9世紀には 20回を数え、日本からの遣新羅使は17回に及んでいる。8世紀には7世紀以来の新羅との朝貢を継続しようとする朝廷と、唐と安定した関係を築くことに成功し、日本との対等関係を求める新羅との政治対立が続き、渤海との関係も相まって、両国の関係は悪化した。唐との国交を回復した新羅は、735年（天平7年）に「王城国」と国号を改称し、日本との対等な外交を求めてきたが、勝手に国号を変更したことを日本側に叱責され、新羅からの使者は追い返されている。その結果、759年（天平宝字3年）の藤原仲麻呂の新羅征討計画が浮上するにいたったが、新羅側が商業上の利益を優先したため、両国間の貿易は発展した。
正規の国交は779年(宝亀10年)までであり、その経緯は『続日本紀』巻第三十五、三十六に以下のように述べられている。
1. 宝亀10年2月、大宰少監・正六位上の下道朝臣長人（しもつみち の あそみ ながひと）が遣唐判官の海上真人三狩（うなかみ の まひと みかり）らを迎えにゆくため、遣新羅使に任命された[14]。
2. 7月、下道朝臣長人が遣唐使の判官の海上真人三狩らを連れて帰国したという大宰府からの報告があった[15]。
3. 10月に光仁天皇の大宰府への詔があった（新羅使の金蘭孫が正月に調を貢献した理由を調査させ、元通り国交を開こうとした）[16]。
4. 同月、大宰府に勅令を出して、唐からの客である高鶴林ら5人と新羅の貢納使を入京させた[17]。
5. 翌年正月（780年）に新羅使は拝賀し、今まで外敵侵入があって入朝できなかった、また（先にあげたように）海上三狩を見つけたので送迎して帰国させた、と報告した。これに対し、大伴宿禰伯麻呂（おおとも の すくね おじまろ）は天皇の詔として、新羅が無礼であったため、近年は使者を追い返していたが、今回は貢ぎ物を納め、新年を祝賀し、三狩を送ってきたことに礼を言う、と伝えた[18]。
6. 2月、新羅使が帰国するにあたって、さらにだめ押しをし、天平勝宝4年6月17日条（752年、言葉や上表文で奏上すること）や天平宝字4年9月16日条（760年、相当の身分の人を使者にすること）といった注意をしたように、「上表文」を持参して入国するように、さもなくば、大宰府や対馬の守備兵に追い返させる、と伝えた[19]。

とあるのが最後になった。
その後、9世紀になると日羅両国の関係は急速に冷却化し、820年（弘仁11年）に遠江国・駿河国で新羅人700人の叛乱が起こると、824年（天長元年）には、新羅系の帰化人のすべてを陸奥国の空き地に移住させ、以降の新羅人を強制帰国させるようになり、帰化を一切認めなくなった。

## 貿易品目
人参・松の実・蜂蜜や食器・絨緞 などの自国製品のほかに、唐・西域・南海からの香料、顔料、染料や薬品類なども取引された。